# Linières-Bouton
Linières-Bouton település Franciaországban, Maine-et-Loire megyében. Lakosainak száma 100 fő (2018. január 1.). Linières-Bouton Auverse, Méon, Mouliherne, Noyant, Parçay-les-Pins, Vernantes és Vernoil-le-Fourrier községekkel határos.

## Népesség
A település népességének változása:
| Lakosok száma | 121  | 107  | 97   | 87   | 93   | 80   | 78   | 89   | 97   | 100  |
|               | 1968 | 1975 | 1982 | 1990 | 1999 | 2011 | 2013 | 2015 | 2017 | 2018 |